# Merneferra
Merneferra (fl. XVIII-XVII secolo a.C.) è stato un sovrano dell'antico Egitto inserito nella XIII dinastia.

## Biografia
Sovrano quasi del tutto sconosciuto attestato, oltre al Canone Reale (per altro estremamente danneggiato in questo punto), da un frammento di architrave, alcuni vasi, scarabei, sigilli a cilindro, rinvenuti nella zona di Karnak, e da un pyramidion, ritrovato nella regione del delta del Nilo.
Proprio quest'ultimo reperto pone alcuni interrogativi. Se la zona del suo ritrovamento corrisponde, più o meno, a quella di erezione della piramide funeraria allora dobbiamo supporre che questo sovrano fosse un vassallo dei re hyksos della XVI dinastia residenti ad Avaris. In questo caso si deve ipotizzare l'esistenza di un altro sovrano della XIII dinastia regnante, da Ity Tawy, sulle parti più a nord dell'Alto Egitto, (regione talvolta identificata con il nome di Medio Egitto), e sul Basso Egitto.
Come alternativa dobbiamo supporre che, per qualche motivo a noi sconosciuto, il pyramidion sia stato trasportato dalla zona di Menfi.
Il Canone reale attribuisce a questo sovrano un lungo regno, 23 anni, mentre alcuni studiosi moderni sono propensi a ridurre questo periodo nell'ambito di una decina di anni.

## Liste Reali
| N5 | U7 · r | nfr |

| N5 | U7 · r | nfr |

| N5 | U7 · r | nfr |

| N5 | U7 · r | nfr |

| N5 | U7 · r | nfr |

| N5 | U7 · r | nfr |

| N5 | U7 · r | nfr |

| N5 | U7 · r | nfr |

## Titolatura
| G5 |

| G5 |

|       |
| \| \| |
|       |
|       |

|  |

|       |
| \| \| |
|       |
|       |

|  |

| G16 |

| G16 |

|  |

| G8 |

| G8 |

|  |

| M23 · X1 | L2 · X1 |

| M23 · X1 | L2 · X1 |

| N5 | U7 · r | nfr |

| N5 | U7 · r | nfr |

| N5 | U7 · r | nfr |

| N5 | U7 · r | nfr |

| N5 | U7 · r | nfr |

| N5 | U7 · r | nfr |

| N5 | U7 · r | nfr |

| N5 | U7 · r | nfr |

| G39 | N5 |

| G39 | N5 |

| M17 | A2 | M17 | M17 |

| M17 | A2 | M17 | M17 |

| M17 | A2 | M17 | M17 |

| M17 | A2 | M17 | M17 |

| M17 | A2 | M17 | M17 |

| M17 | A2 | M17 | M17 |

| M17 | A2 | M17 | M17 |

| M17 | A2 | M17 | M17 |

## Altre datazioni
| Autore        | Anni di regno         |
| ------------- | --------------------- |
| Barth         | 1714 a.C. - 1701 a.C. |
| Redford       | 1712 a.C. - 1700 a.C. |
| Malek         | 1706 a.C. - 1683 a.C. |
| Grimal        | 1704 a.C. - 1690 a.C. |
| Ryholt        | 1701 a.C. - 1677 a.C. |
| von Beckerath | 1700 a.C. - 1690 a.C. |
| Franke        | 1669 a.C. - 1656 a.C. |
| Krauss        | 1669 a.C. - 1656 a.C. |
| Lehner        | 1664 a.C. - 1641 a.C. |